# Jorge Cazulo
Jorge Luis Cazulo Volante (Maldonado, 14 de febrero de 1982) es un exfutbolista y actual entrenador uruguayo nacionalizado peruano. Jugaba como mediocentro defensivo y su último equipo fue el Sporting Cristal. Dirigió a la reserva de dicho club desde el 2021 hasta el 2023.
Cazulo ha tenido una larga trayectoria en equipos del Uruguay y de Perú, con los que ha obtenido diversos títulos. Ha sido galardonado por tres años consecutivos como el mejor futbolista extranjero en el fútbol peruano en los años 2012, 2013 y 2014, así como también el futbolista del año en Perú de 2012.

## Trayectoria

### Carrera en Uruguay
Jorge Cazulo hizo todas las divisiones inferiores en el Peñarol de su país, pero hizo su debut profesional en 2004 jugando por el Club Plaza Colonia donde arribó a préstamo. Al año siguiente jugó en C. S. Miramar Misiones para luego retornar al Peñarol en 2006, aunque con poca continuidad en el primer equipo.
Cazulo arribó en 2007 al Rampla Juniors, un histórico club charrúa que era en la época uno de los más modestos de la Primera División de Uruguay. Con una mayor continuidad que en otros clubes, el Piqui Cazulo realizó una gran campaña durante el Torneo Apertura 2007 en que el Rampla culminó subcampeón a cuatro puntos del Defensor Sporting.Precisamente el Defensor Sporting fue su siguiente club, en donde consiguió su primer título nacional por la temporada 2007-08. Al año siguiente fichó por el Nacional de Uruguay con el que consiguió su segundo título uruguayo en la temporada 2008-09 compartiendo equipo con Sebastián Coates, Nicolás Lodeiro y Mauricio Victorino.
El 2010 jugó por el Racing Club de Montevideo, con el que disputó por primera vez la Copa Libertadores de América. Su equipo fue una de las revelaciones del torneo, en el cual superó la primera fase tras vencer al Junior de Barranquilla y a pesar de quedar segundo en la segunda fase no avanzó a octavos de final debido a la clasificación directa de equipos mexicanos por problemas en la Copa Libertadores 2009.

### Universidad César Vallejo
Tras su buena Libertadores, Cazulo llegó al fútbol peruano fichado por la Universidad César Vallejo con los que logró la clasificación a la Copa Sudamericana 2011 en su primera temporada. En su segundo año en el club poeta luchó por la permanencia. Esa temporada tuvo uno de los partidos más recordados de Cazulo, en la penúltima fecha cuando su club necesitaba al menos el empate ante Universitario de Deportes para mantener la categoría, y en la última jugada del partido Cazulo forzó un balón ante tres defensas rivales para asistir a Saulo Aponte que marcó el agónico empate que mantuvo a la César Vallejo con opciones de permanencia. La última fecha del torneo salvaron la categoría tras vencer al Juan Aurich.

### Sporting Cristal
Sus buenas actuaciones con el club trujillano hicieron que el Sporting Cristal lo fiche para la temporada 2012. Bajo la dirección técnica de Roberto Mosquera, Cazulo reinventó su posición en el campo al colocarse como mediocampista de recuperación en el clásico 4-3-3 de Mosquera. Debido a su gran despliegue físico y disciplina táctica, Cazulo culminó ese año con muchos elogios, fue pieza importante en el equipo campeón de Cristal de ese año, siendo el jugador que más partidos disputó en la temporada; además fue elegido simultáneamente mejor centrocampista, mejor extranjero y mejor jugador del torneo.

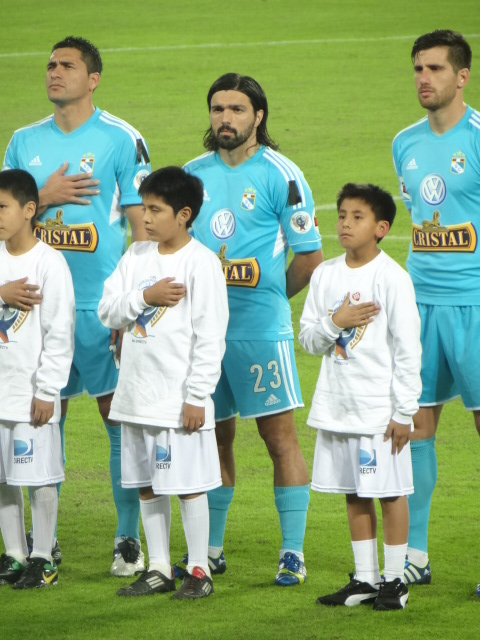
Cazulo vistiendo la camiseta del Sporting Cristal en el 2013

En la temporada 2013 disputó por segunda vez la Copa Libertadores, en que el club celeste quedó a un punto de la clasificación a octavos de final; el partido en que prácticamente se selló la eliminación ocurrió en Argentina ante el Atlético Tigre en un encuentro que Cazulo no pudo disputar por acumulación de amarillas. En el torneo local, el club cervecero culminó en tercera ubicación, con actuación sobresaliente del Piqui, quien fue elegido por segundo año consecutivo como mejor extranjero en el Perú.

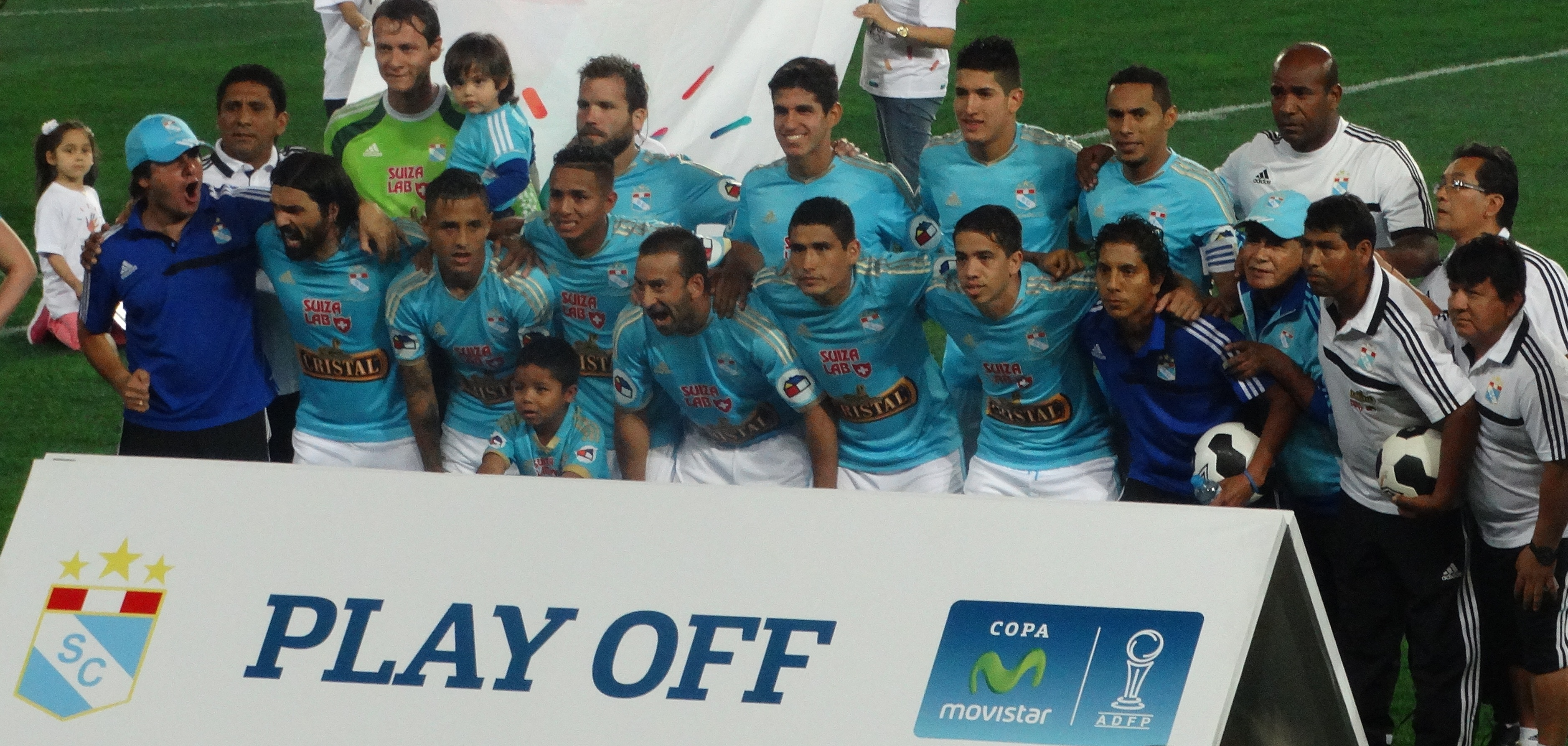
Cazulo en el equipo titular de Sporting Cristal en el 2014.

En la temporada 2014 disputó con Sporting Cristal su tercera Copa Libertadores pero fue eliminado en la fase preliminar ante Atlhetico Paranaense. Cazulo fue uno de los líderes del equipo en ese año, junto con Carlos Lobatón y Renzo Sheput, lo que confirmaba su importancia en el equipo. Bajo la dirección técnica de Daniel Ahmed, el equipo consiguió ese año el Torneo Clausura luego de derrotar en partido extra al Alianza Lima. En las finales nacionales ante Juan Aurich, tras haber empatado 2-2 de visita y 0-0 de local, Cristal se impuso en el tercer partido por un marcador de 3-2 consiguiendo así el campeonato 17 del club y su segundo campeonato nacional con el cuadro bajopontino.
En la temporada 2015, Cazulo disputó su cuarta Copa Libertadores. El jugador uruguayo diputó todos los encuentros con Cristal. Tuvo grandes actuaciones en la primera fecha, en el empate a 2 de visita frente a Guaraní. Después se hizo presente en el empate de local en el Estadio Nacional frente a Deportivo Táchira. Sus buenas actuaciones siguieron en la histórica victoria celeste frente a Racing de Avellaneda de visita. En los partidos de vuelta, el equipo no mantuvo su buen rendimiento y quedó eliminado fechas después, tras la derrota en casa frente a Racing y los empates frente a Guaraní y Deportivo Táchira. En total obtuvieron 7 puntos, quedándose a 2 puntos de clasificar a los octavos de final de la Copa Libertadores. Ese año en el torneo local Sporting Cristal llegó a la final del torneo, tras ganar el Torneo Apertura y vencer en semifinales a UCV, pero no logró obtener el campeonato nacional ante FBC Melgar, empatando 2-2 de local y perdiendo 3-2 de visita
En la temporada 2016 disputó su quinta Copa Libertadores, sin clasificar a la siguiente instancia tras conseguir 4 puntos, empatando con Peñarol y ganándole a Huracán, ambos partidos en condición de local. En el torneo local jugó casi toda la temporada de defensa central (fuera de su posición natural que era de volante de recuperación). Logró el título del Torneo Clausura y consiguió el primer puesto en la Liguilla A, clasificándose a las semifinales, venciendo a Deportivo Municipal. El equipo rimense se clasificó a la gran final contra FBC Melgar, y Cristal se consagró campeón nacional tras empatar de visita 1-1 y de local 0-0. Cazulo fue parte importante en el campeonato 18 del club y el tercero a título personal con el club, convirtiéndose así en referente del club cervecero.
En la temporada 2017 disputó su sexta Copa Libertadores, pero el equipo cae en un bajón futbolístico, consiguiendo 2 puntos, empatando con Santos y The Strongest de local. En el torneo local las cosas tampoco fueron mejores, ya que el equipo terminó en octavo puesto del Acumulado, consiguiendo la clasificación a la Copa Sudamericana 2018. Cabe mencionar que en ese año Cazulo comenzó a portar la cinta de capitán en algunas ocasiones, portándola en los partidos donde Carlos Lobatón no esté o haya sido reemplazado.

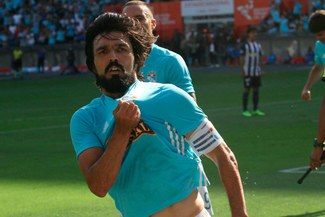
Cazulo tras haber anotado el 1-0 parcial en la segunda final del 2018

En la temporada 2018 disputó su segunda Copa Sudamericana, quedando eliminado por Lanús tras perder 4-2 de visita y ganar 2-1 de local. En ese año Cazulo regresó a su mejor posición, de volante de recuperación, donde retomó su gran nivel, siendo pieza clave para obtener el Torneo de Verano ante Sport Huancayo, después de empatar 1-1 de visita y ganar 1-0 de local. También ganó el Torneo Apertura después de conseguir 32 puntos en 15 partidos. Tras haber ganado ambos torneos cortos, se clasificó directamente a la final nacional. donde goleó 4-1 de visita y 3-0 de local a Alianza Lima (Donde Cazulo anotó el primer gol en el partido de vuelta), consiguiendo un marcador global de 7-1, ganando el campeonato 19 del club y el cuarto a título personal con el club, además de completar una de las mejores temporadas de su carrera futbolística.
En la temporada 2019 disputó su séptima Copa Libertadores, empatando ante Godoy Cruz, ganándole a Universidad de Concepción y a Olimpia, quedándose nuevamente a dos puntos de la clasificación a la siguiente instancia, pero logrando clasificar a la Copa Sudamericana 2019 como tercero de su grupo. Cazulo disputó su tercera Copa Sudamericana, participando de las dos goleadas por 3-0 a Unión Española pero siendo eliminados en octavos de final por Zulia. En el torneo local clasificó a las semifinales tras quedar primero en el Acumulado pero Cristal fue eliminado por Alianza Lima por un global de 2-1
En la temporada 2020 disputó su octava y última Copa Libertadores, siendo eliminado en la fase previa frente a Barcelona SC. Tras el retiro de Carlos Lobatón, Jorge Cazulo pasó a ser el capitán absoluto del equipo. En el torneo local, Sporting Cristal no pudo ganar ni el Apertura ni el Clausura pero accedió a las semifinales por haber quedado en primer lugar en el Acumulado, donde vencen a Ayacucho FC por un global de 6-2 y venció a Universitario de Deportes, con una victoria 2-1 y un empate 1-1. Cazulo anotó su último gol en el partido ida de la final, lo que permitió que Sporting Cristal sea nuevamente campeón nacional. Cazulo consiguió el campeonato 20 para el club, lo que lo convirtió en un ídolo para la hinchada bajopontina, retirándose como capitán del equipo y campeón nacional por 5.ª vez en su larga trayectoria de 9 años en el club rimense.
El 12 de enero de 2021 Jorge Cazulo anuncia oficialmente su retiro de la práctica de fútbol profesional y el 16 de julio del mismo año es anunciado como nuevo Director Técnico de la categoría Sub-18 del club. Debutó como entrenador de la Sub-18 el 27 de septiembre del 2021 con un empate 0-0 ante la Sub-18 de Pirata FC. Además, obtuvo su primer título como entrenador profesional ganándole al Alianza Lima sub-18 por penales, así cerrando una gran campaña como técnico habiendo concluido el torneo siendo invictos.

## Clubes
| Club                      | País    | Año       |
| ------------------------- | ------- | --------- |
| Peñarol                   | Uruguay | 2004      |
| Plaza Colonia             | Uruguay | 2004      |
| Miramar Misiones          | Uruguay | 2005      |
| Peñarol                   | Uruguay | 2006      |
| Bella Vista               | Uruguay | 2006      |
| Deportivo Maldonado       | Uruguay | 2007      |
| Rampla Juniors            | Uruguay | 2007      |
| Defensor Sporting         | Uruguay | 2008      |
| Nacional                  | Uruguay | 2008-2009 |
| Deportivo Maldonado       | Uruguay | 2009      |
| Racing                    | Uruguay | 2010      |
| Universidad César Vallejo | Perú    | 2010-2011 |
| Sporting Cristal          | Perú    | 2012-2020 |

## Estadísticas
| César Vallejo · Perú                                                                                         | 2010                | 1.ª                 | 15  | 1  | - | - | 2  | 1 | 17  | 2  |
| César Vallejo · Perú                                                                                         | 2011                | 1.ª                 | 24  | 4  | 3 | 2 | 2  | 0 | 29  | 4  |
| César Vallejo · Perú                                                                                         | Total               | Total               | 39  | 5  | 3 | 2 | 4  | 1 | 46  | 6  |
| Sporting Cristal · Perú                                                                                      | 2012                | 1.ª                 | 40  | 4  | - | - | -  | - | 40  | 4  |
| Sporting Cristal · Perú                                                                                      | 2013                | 1.ª                 | 37  | 2  | - | - | 5  | 0 | 42  | 2  |
| Sporting Cristal · Perú                                                                                      | 2014                | 1.ª                 | 44  | 1  | - | - | 2  | 0 | 46  | 1  |
| Sporting Cristal · Perú                                                                                      | 2015                | 1.ª                 | 41  | 0  | - | - | 6  | 0 | 47  | 0  |
| Sporting Cristal · Perú                                                                                      | 2016                | 1.ª                 | 45  | 3  | - | - | 6  | 0 | 51  | 3  |
| Sporting Cristal · Perú                                                                                      | 2017                | 1.ª                 | 39  | 3  | - | - | 5  | 1 | 44  | 4  |
| Sporting Cristal · Perú                                                                                      | 2018                | 1.ª                 | 42  | 3  | - | - | 2  | 0 | 44  | 3  |
| Sporting Cristal · Perú                                                                                      | 2019                | 1.ª                 | 32  | 1  | 5 | 1 | 9  | 0 | 46  | 2  |
| Sporting Cristal · Perú                                                                                      | 2020                |                     | 27  | 4  | - | - | 2  | 0 | 29  | 4  |
| Sporting Cristal · Perú                                                                                      | Total               | Total               | 347 | 21 | 5 | 1 | 37 | 1 | 389 | 23 |
| Total en su carrera                                                                                          | Total en su carrera | Total en su carrera | 386 | 26 | 8 | 3 | 41 | 2 | 435 | 29 |
| (1) Incluye datos del Torneo Intermedio 2011. (2) Incluye datos de la Copa Libertadores y Copa Sudamericana. |                     |                     |     |    |   |   |    |   |     |    |

### Estadísticas como entrenador

#### Clubes
| Equipo                            | Div.                 | Temporada            | Liga | Liga | Liga | Liga |    | Copa | Copa | Copa | Copa |   | Internacional | Internacional | Internacional | Internacional |   | Totales | Totales     | Totales | Totales | Totales | Totales | Totales | Totales |
| Equipo                            | Div.                 | Temporada            | PD   | G    | E    | P    | PD | G    | E    | P    | PD   | G | E             | P             | PD            | G             | E | P       | Rendimiento | GF      | GC      | Dif.    |         |         |         |
| --------------------------------- | -------------------- | -------------------- | ---- | ---- | ---- | ---- | -- | ---- | ---- | ---- | ---- | - | ------------- | ------------- | ------------- | ------------- | - | ------- | ----------- | ------- | ------- | ------- | ------- | ------- | ------- |
| Sporting Cristal Sub-18 · Perú    | 2.ª B                | 2021                 | 13   | 9    | 4    | 0    | -  | -    | -    | -    | -    | - | -             | -             | 13            | 9             | 4 | 0       | 102.56%     | 35      | 7       | +27     |         |         |         |
| Sporting Cristal Sub-18 · Perú    | Total                | Total                | 13   | 9    | 4    | 0    | -  | -    | -    | -    | -    | - | -             | -             | 13            | 9             | 4 | 0       | 102.56%     | 35      | 7       | +27     |         |         |         |
| Sporting Cristal (Reserva) · Perú | 2.ª B                | 2022                 | 14   | 7    | 4    | 3    | -  | -    | -    | -    | 3    | 1 | 0             | 2             | 17            | 8             | 4 | 5       | 102.04%     | 22      | 27      | +6      |         |         |         |
| Sporting Cristal (Reserva) · Perú | Total                | Total                | 14   | 7    | 4    | 3    | -  | -    | -    | -    | 3    | 1 | 0             | 2             | 17            | 8             | 4 | 5       | 101.47%     | 22      | 27      | +6      |         |         |         |
| Total en sus equipos              | Total en sus equipos | Total en sus equipos | 27   | 16   | 8    | 3    | 0  | 0    | 0    | 0    | 3    | 1 | 0             | 2             | 30            | 17            | 8 | 5       | 106.67%     | 57      | 34      | +24     |         |         |         |
| 1. 2.                             |                      |                      |      |      |      |      |    |      |      |      |      |   |               |               |               |               |   |         |             |         |         |         |         |         |         |

#### Resumen por competiciones
| Torneo                        | Estadísticas | Estadísticas | Estadísticas | Estadísticas | Estadísticas | Estadísticas | Estadísticas | Estadísticas  |
| Torneo                        | PD           | G            | E            | P            | GF           | GC           | DG           | Efectividad % |
| ----------------------------- | ------------ | ------------ | ------------ | ------------ | ------------ | ------------ | ------------ | ------------- |
| Torneo Extraordinario Sub-18  | 13           | 9            | 4            | 0            | 35           | 7            | -27          | 76.92%        |
| Torneo de Promoción y Reserva | 14           | 7            | 4            | 3            | 22           | 15           | +7           | 103.06%       |
| Copa Libertadores Sub-20      | 3            | 1            | 0            | 2            | 6            | 12           | -7           | 200%          |
| Total en sus equipos          | 30           | 17           | 8            | 5            | 63           | 34           | +27          | 114.93%       |

## Palmarés

### Como jugador

#### Torneos cortos
| Título           | Club             | País    | Año  |
| ---------------- | ---------------- | ------- | ---- |
| Torneo Apertura  | Nacional         | Uruguay | 2008 |
| Torneo Clausura  | Sporting Cristal | Perú    | 2014 |
| Torneo Apertura  | Sporting Cristal | Perú    | 2015 |
| Torneo Clausura  | Sporting Cristal | Perú    | 2016 |
| Torneo de Verano | Sporting Cristal | Perú    | 2018 |
| Torneo Apertura  | Sporting Cristal | Perú    | 2018 |

#### Campeonatos nacionales
| Título                      | Club              | País    | Año     |
| --------------------------- | ----------------- | ------- | ------- |
| Primera División de Uruguay | Defensor Sporting | Uruguay | 2007-08 |
| Primera División de Uruguay | Nacional          | Uruguay | 2008-09 |
| Primera División del Perú   | Sporting Cristal  | Perú    | 2012    |
| Primera División del Perú   | Sporting Cristal  | Perú    | 2014    |
| Primera División del Perú   | Sporting Cristal  | Perú    | 2016    |
| Primera División del Perú   | Sporting Cristal  | Perú    | 2018    |
| Primera División del Perú   | Sporting Cristal  | Perú    | 2020    |

### Como entrenador
| Título                        | Equipo           | País | Año  |
| ----------------------------- | ---------------- | ---- | ---- |
| Copa Generación Sub-18        | Sporting Cristal | Perú | 2021 |
| Torneo de Promoción y Reserva | Sporting Cristal | Perú | 2023 |

### Distinciones individuales
| Distinción                                                                                  | Año  |
| ------------------------------------------------------------------------------------------- | ---- |
| Equipo ideal del Campeonato Descentralizado según el portal periodístico DeChalaca.com      | 2012 |
| Mejor centrocampista en el Perú.                                                            | 2012 |
| Mejor futbolista extranjero en el Perú.                                                     | 2012 |
| Futbolista del año en Perú.                                                                 | 2012 |
| Equipo ideal del Campeonato Descentralizado según DeChalaca.com                             | 2013 |
| Mejor futbolista extranjero en el Perú.                                                     | 2013 |
| Equipo ideal del Campeonato Descentralizado según DeChalaca.com                             | 2014 |
| Mejor futbolista extranjero en el Perú.                                                     | 2014 |
| Equipo ideal del Campeonato Descentralizado según DeChalaca.com                             | 2015 |
| Equipo ideal del Torneo de Verano de Perú según DeChalaca.com                               | 2018 |
| Equipo ideal del Campeonato Descentralizado según DeChalaca.com                             | 2018 |
| Preseleccionado como volante en el mejor once del Campeonato Descentralizado según la SAFAP | 2018 |
| Equipo ideal de la Copa Bicentenario según Dechalaca.com                                    | 2019 |
| Equipo ideal de la Liga 1 según Dechalaca.com                                               | 2019 |
| Preseleccionado como volante en el mejor once de la Liga 1 según la SAFAP                   | 2020 |